# مینای سیاه

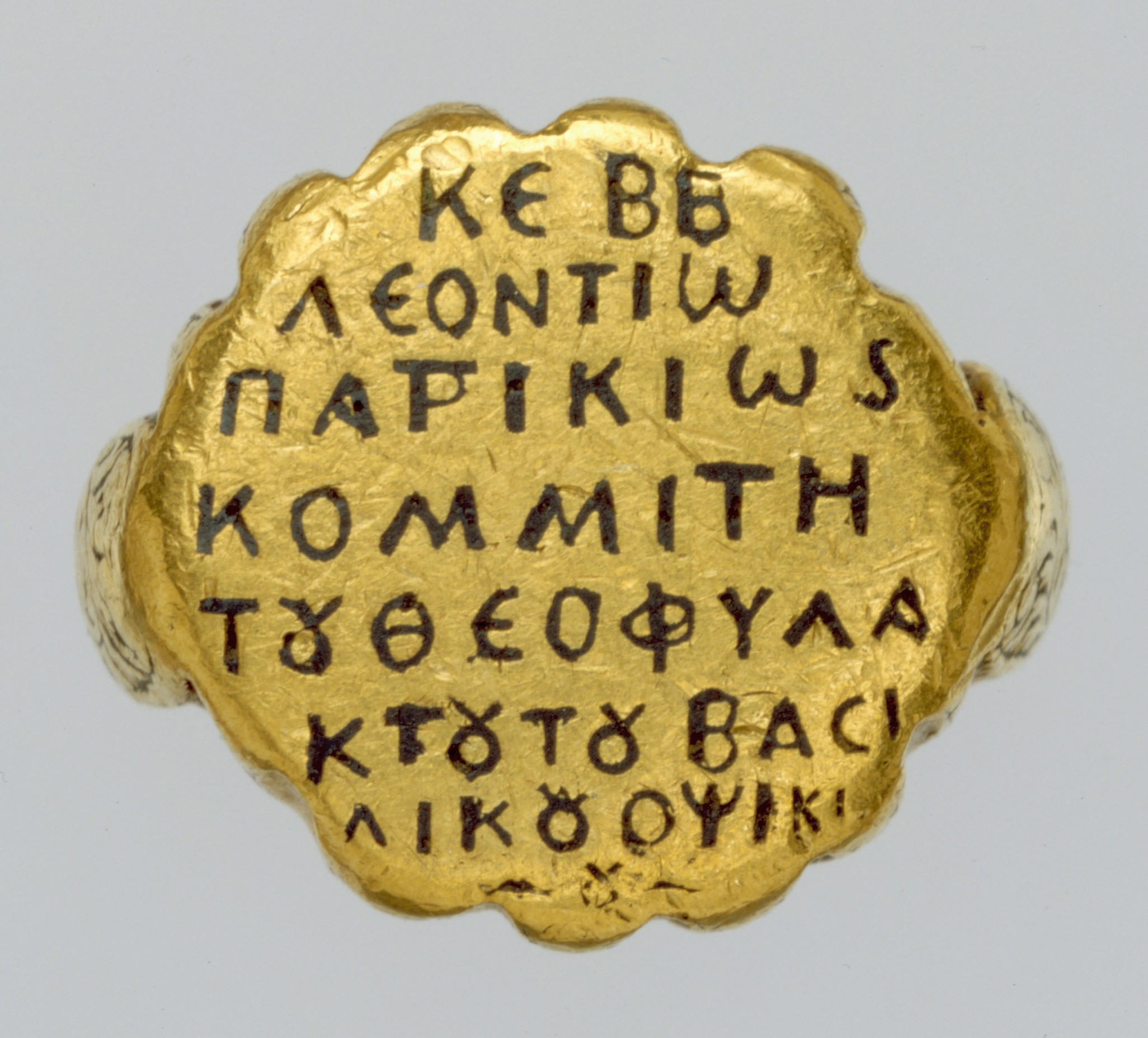
سیاه‌کاری با مینای سیاه. بیزانس. ۱۰۰۰ پس از میلاد.

مینای سیاه (انگلیسی: Niello) یک مخلوط سیاه، معمولاً از گوگرد، مس، نقره و سرب است که به عنوان لعاب بر روی فلز حکاکی‌شده، به خصوص نقره استفاده می‌شود. به این عمل، سیاه‌کاری با نیلو، و سیاه‌قلم روی فلز هم گفته‌اند.
سیاه‌کاری روشی تزیینی است که روی فلزها انجام می‌گیرد. برای استفاده از مینای سیاه بدین منظور، بر روی فلز شیارها و گودال‌هایی ایجاد می‌کنند تا ماده سیاه‌کاری در درون آنها قرار گرفته، پخته و آماده شود. سیاه‌کاری با مینای سیاه را نمی‌توان روی مس، برنج و نقره‌های جدید انجام داد؛ ولی از طلا با آلیاژهای عیار بالا می‌توان استفاده کرد. مینای سیاه روی مس و برنج و غیره نمی‌چسبد. بهترین فلز برای این نوع سیاه‌کاری نقره است (آلیاژ نقره و مس).